# Clenleu
Clenleu é uma comuna francesa na região administrativa de Altos da França, no departamento de Pas-de-Calais. Estende-se por uma área de 7,26 km². Em 2010 a comuna tinha 194 habitantes (densidade: 26,7 hab./km²).